# Heteropelma datanae
Heteropelma datanae là một loài tò vò trong họ Ichneumonidae.